# Marie Krescencie Höss
Svatá Marie Krescencie Höss (20. října 1682, Kaufbeuren – 5. dubna 1744, tamtéž) byla bavorská řeholnice a mystička, katolickou církví dnes uctívaná jako světice.

## Život
Narodila se do chudé tkalcovské rodiny v Kaufbeurenu v Bavorsku a pokřtěna byla jménem Anna. Od raného věku toužila po řeholním životě, do konventu františkánských terciářek byla však přijata až na přímluvu kaufbeurenského starosty, kterému byl konvent zavázán. Spolusestry dávaly Marii Krescencii, jak znělo Annino řeholní jméno, najevo, že v klášteře není vítána. Ta ale tyto ústrky snášela s trpělivostí a pokorou.
Po většinu života trpěla Marie Krescencie bolestmi hlavy a zubů. I tyto nepříjemnosti snášela trpělivě a pokorně. Snažila se své utrpení přijímat jako účast na utrpení samotného Krista. Dostávalo se jí mystických zážitků a vidění, které se ale snažila udržet v tajnosti a mluvila o nich jen pokud jí to bylo nařízeno představenými. Po nějakém čase se v konventu změnila představená a ústrky od spolusester vůči Marii Krescencii ustaly. Byla jmenována novicmistrovou. Roku 1741 jí pak spolusestry zvolily za konventní představenou. Povedlo se jí klášter pozvednout po duchovní i materiální stránce. Řada lidí také do kláštera přicházela, aby prosila Marii Krescencii o radu. V únoru roku 1744 Marie Krescencie onemocněla a na Slavnost Zmrtvýchvstání Páně toho roku zemřela.
Dne 25. listopadu 2001 jí Jan Pavel II. kanonizoval. Zároveň byl v jejím působišti, bývalém klášteře františkánek v Kaufbeurenu, otevřen její památník Crescentia Gedenkstätte.